# Alessandriella saucatsensis
Alessandriella saucatsensis is een zeepokkensoort uit de familie van de Balanidae. De wetenschappelijke naam van de soort is voor het eerst geldig gepubliceerd in 2001 door Carriol.